# Psychologie des masses et analyse du moi
Psychologie des masses et analyse du moi est un ouvrage écrit par Sigmund Freud en 1920 et publié l'année suivante sous le titre Massenpsychologie und Ich-Analyse puis traduit pour la première fois en français en 1924 sous le titre Psychologie collective et analyse du moi.
Publié un an après Au-delà du principe de plaisir, il constitue le deuxième temps du grand remaniement théorique des années 1920 et sera suivi de l’article  Le Moi et le Ça (1923). 
S'efforçant de combler le traditionnel fossé entre psychologie individuelle et psychologie sociale, Freud s’intéresse au psychisme de l’individu dès lors qu'il s'intègre à une foule, puis tente d'en tirer différents enseignements, tant sur le fonctionnement de l'individu que sur celui de la société.

## Publications du texte

### Premières publications
- 1921 : Massenpsychologie und Ich-Analyse, in Internationaler Psychoanalytischer Verlag, Leipzig-Wien-Zürich.
- 1923 : 2e édition, modifiée[2].

### Traductions françaises
- 1924 : Psychologie collective et analyse du moi, traduit par S. Jankélévitch, Paris, Payot.
- 1981 : Psychologie des foules et analyse du moi, traduit par P. Cotet, A. Bourguignon, J. Altounian, O. Bourguignon et A. Rauzy in S. Freud, Essais de psychanalyse, Paris, Payot, p. 123-217
- 1991 : Psychologie des masses et analyse du moi, trad. par J. Altounian, A. Bourguignon, P. Cotet, dans Œuvres complètes de Freud / Psychanalyse, t. XVI, Paris, PUF,  (ISBN 2 13 043472 X) p. 1-83.

### Articles liés
- Sigmund Freud
- Deuxième topique
- Société de masse